# Liste des festivals de musique au Royaume-Uni
Vous pouvez aider à l'améliorer ou bien discuter des problèmes sur sa page de discussion.
- Il ne cite pas suffisamment ses sources. Vous pouvez indiquer les passages à sourcer avec {{référence nécessaire}} ou {{Référence souhaitée}}, et inclure les références utiles en les liant aux notes de bas de page. (Marqué depuis décembre 2018)
- Il doit être recyclé. La réorganisation et la clarification du contenu sont nécessaires. (Marqué depuis décembre 2018)

- Archive Wikiwix
- Bing
- Cairn
- DuckDuckGo
- E. Universalis
- Gallica
- Google
- G. Books
- G. News
- G. Scholar
- Persée
- Qwant
- (zh) Baidu
- (ru) Yandex
- (wd) trouver des œuvres sur Wikidata

Il existe un grand nombre de festivals de musique au Royaume-Uni, couvrant une grande variété de genres. Beaucoup de festivals de musique du Royaume-Uni sont de renommée mondiale. Il existe également de nombreux festivals gratuits de très grande qualité à travers le pays

## Festivals annuels

### Bluegrass
- Cornish Bluegrass Festival
- Didmarton Bluegrass Festival
- Grassroots Festival Jersey
- North Wales Bluegrass Festival
- Orwell Bluegrass Festival (Ipswich)
- Something to Smile About Festival (Yorkshire)

### Classique et opéra
- Aldeburgh Festival
- BBC Cardiff Singer of the World
- Cheltenham Music Festival
- Cottier Chamber Project
- Chichester Festival
- Cymanfa Ganu
- Edinburgh's Ceilidh Culture
- Festival international d'Édimbourg
- Edington Music Festival
- English Music Festival
- Fishguard International Music Festival
- Frinton Festival
- Garsington Opera
- Glyndebourne Opera Festival
- Grange Park Opera
- Grimeborn Festival
- Guiting Festival
- Hampstead Arts Festival
- Harrogate International Festivals
- Huddersfield Contemporary Music Festival
- Jersey International Music Festival
- Llangollen International Musical Eisteddfod
- Lake District Summer Music
- Leith Hill Music Festival
- MasterWorks Festival
- Nevill Holt Opera
- Newcastle under Lyme Music Speech and Drama Festival
- Oxford Lieder Festival
- The Proms
- Proms at St. Jude's
- Prom on The Close
- Ryedale Festival
- Rye Arts Festival
- Spitalfields Music
- Sound Scotland
- Festival international d'orgue de St Albans
- St Magnus Festival
- Southern Cathedrals Festival
- Stogumber Festival
- Swaledale Festival
- Three Choirs Festival
- The Two Moors Festival
- Festival de musique ancienne de York (en)
- York New Musical Festival

### Dance & Electronique
- Bang Face Weekender
- Beat-Herder
- Bestival
- Bloc Festival
- Boardmasters
- Chilled in a Field Festival [1]
- Creamfields
- Cocoon In The Park
- Coloursfest
- FutureEverything
- Gatecrasher
- Glade Festival
- Global Gathering
- Gottwood
- Homelands
- Infest UK
- Live at Loch Lomond
- Mint Festival
- Mood Indigo
- Mutiny In the Park
- Onelongweekend Electronic Festival
- Outbreak Festival
- PlanetLove
- Play Fest
- Re Arm Your Souls Festival
- Shambala Festival
- Silicon Dreams Festival
- South London Calling
- Swingamajig Festival
- Symmetry Festival
- Underhill Festival
- Waveform Festival
- Secret Music Festival

### Ethnique
- Africa Oyé
- Bradford Mela
- Cardiff Mela
- Edinburgh Mela
- Leeds Asian Festival
- Music From A Foreign Land
- Southburgh World Music Festival

### Folk

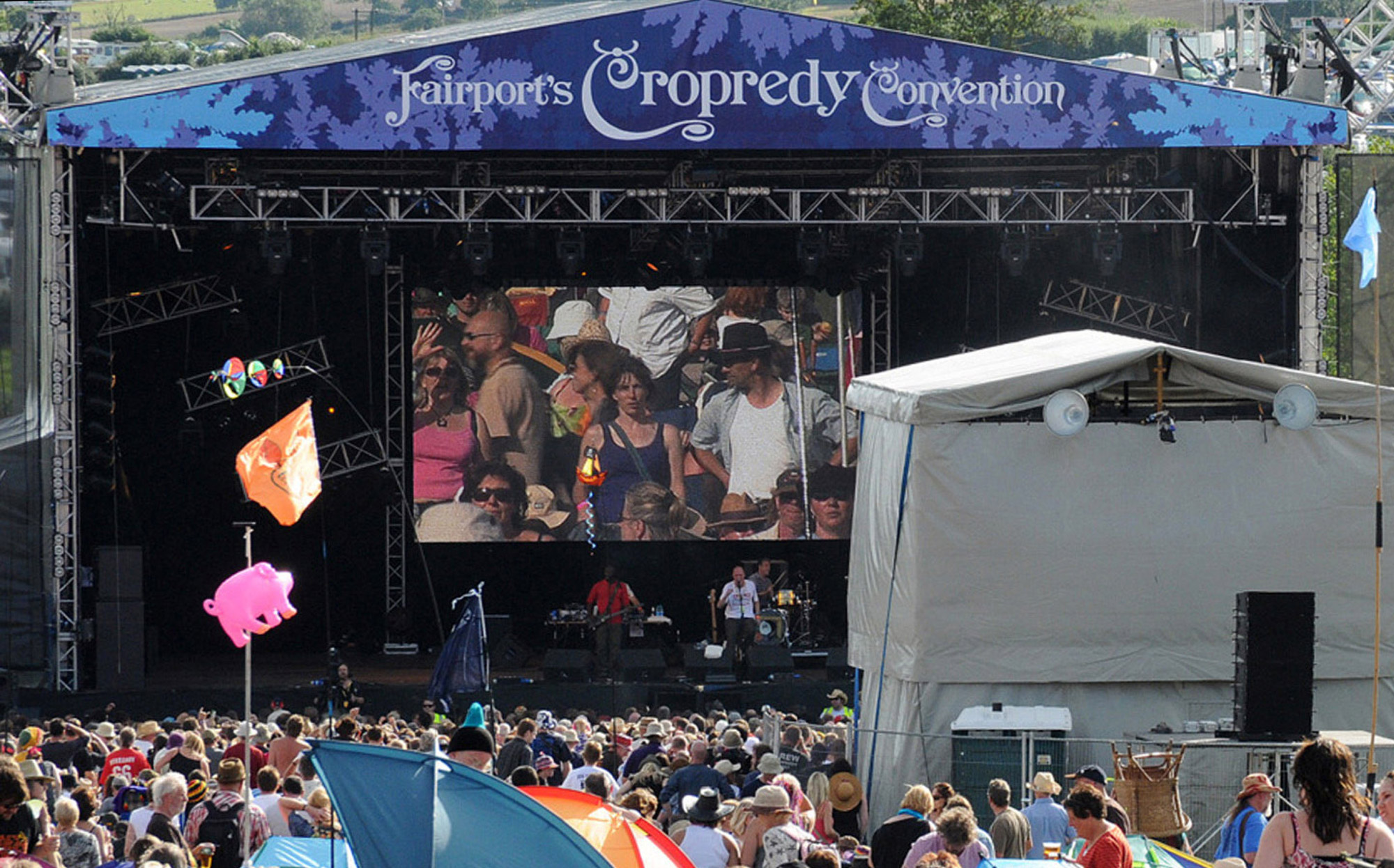
The stage at Fairport's Cropredy Convention festival, Oxfordshire, in August 2009.

- Acoustic Gathering Festival
- Arran Folk Festival
- Bath Folk Festival
- Bromyard Folk Festival
- BunkFest
- Burnham-on-Sea Folkfest
- Cambridge Folk Festival
- Celtic Connections
- Chester Folk Festival
- Crawley Folk Festival
- Cropredy Festival
- Folk by the Oak
- Fylde Folk Festival
- Gŵyl Pontardawe Festival
- Hop Farm Festival
- Hull International Sea Shanty Festival
- International Eisteddfod
- IVFDF
- Middlewich Folk And Boat Festival
- Moseley Folk Festival
- Orkney Folk Festival
- Royal National Mòd
- Sark Folk Festival
- Scots Fiddle Festival
- Shrewsbury Folk Festival
- Sidmouth Folk Week
- Shetland Folk Festival
- Something to Smile About Festival
- Speyfest
- Stogumber Festival
- Tenby Folk Festival
- Towersey Village Festival
- Trowbridge Village Pump Festival
- Two Rivers Folk Festival
- Warwick Folk Festival
- Glasgow West End Festival
- Whitby Folk Week
- Wickham Festival
- Woburn Sands Folk Festival
- Southwell Folk Festival

### Jazz
- Birmingham International Jazz Festival
- Brass: Durham International Festival
- Brecon Jazz Festival
- Cheltenham Jazz Festival
- Glasgow Jazz Festival
- Glenn Miller Festival
- Guiting Festival
- Hull Jazz Festival
- Isle of Wight Midsummer Jazz Festival
- London Jazz Festival
- Manchester Jazz Festival
- Mostly Jazz Festival
- Scarborough Jazz Festival
- Stogumber Festival
- Wigan International Jazz Festival

### Métal
- 13th Day
- Beermageddon
- Blastonbury
- Bloodstock Open Air
- Chaosfest
- Castell Roc
- Damnation Festival
- Deathfest
- Dominion Festival
- Download Festival
- Eat You Alive Festival
- Endless Festival
- Full Throttle Festival
- Ghostfest
- Hammerfest
- Hard Rock Hell
- Hellfire Festival
- High Voltage Festival
- Hull Metalfest
- In-Fest
- Metievals East
- Ozzfest
- ProgPower UK
- Sonisphere Festival
- Summer's End
- Total Carnage
- TekFestival
- Wackoff Festival

### Pop
- Castell Roc
- Guernsey Festival Of Performing Arts
- Homegrown Music Festival
- Jersey Live
- Jingle Bell Ball
- Manx Telecom Bay Festival
- Midlands Music Festival
- Osfest
- Party in the Park
- Summertime Ball
- T in the Park
- T4 on the Beach

### Punk
- City Invasion Festival
- Common Ground Festival
- Concrete Jungle Festival
- Durham Punk Festival
- Fuk Reddin Fest
- F3GC Music & Art Festival
- Give it a Name Festival
- Manchester Punk Festival
- Nice n Sleazy Festival
- Rebellion Festival
- Slam Dunk Festival
- The Pie Race Festival

### Rock
- ArcTanGent
- Beached Festival Scarborough
- Breaking Bands Festival
- BlastOff! Festival
- Boardmasters
- Bolton Music Showcase
- Boring By The Sea Festival
- Bourne Festival
- Cambridge Rock Festival
- Camden Rocks Festival
- Castell Roc
- Collision Course Festival
- Damnation Festival
- Desertfest London
- Doom Over London
- Download Festival
- Endless Summer Festival
- Forfey Festival
- Headlander Festival
- Hevy Music Festival
- High Voltage Festival
- Isle of Wight Festival
- Jersey Live
- Lilith Fair
- Marvellous festivals
- PigStock
- Play Fest
- Projekt Revolution
- Ramblin' Man Fair
- Reading and Leeds Festivals
- Something to Smile About
- Sonisphere Festival
- Stamford Riverside Festival
- Summer Sundae
- The Garden Party Festival
- Tennents ViTal
- Uxfest
- Whitby Goth Weekend
- Walk the Line Festival

### Tribute Act Festivals
- Castell Roc
- Fake Festivals
- Glastonbudget
- Marvellous Festivals
- Seaside Rock 14–15 March 2014, Looe, Cornwall
- Tribfest

### Cross-Genre
- 110 Above Festival
- 2000 Trees Festival
- Acoustic Gathering Festival
- Adur Festival
- All Tomorrow's Parties
- Alchemy Festival
- ArtsFest  (inactive)
- Balstock Free Music Festival
- Basingstoke Live Festival
- Bearded Theory Festival
- Beautiful Days
- Beggars Fair
- Bestival
- Big in Falkirk  (inactive)
- Bimble Bandada!
- Blissfields
- Boardmasters
- The Bollington Festival
- Boom Bap Festival
- BoomTown Fair
- Brick Lane Festival
- BrisFest
- British Summer Time
- Brownstock Festival
- Butserfest
- Camp Bestival
- Castle Calling Music Festival  (inactive)
- Cardiff Big Weekend
- Castell Roc
- Celtic Blue Rock Community Arts Festival
- City of London Festival
- Clarence Park Festival
- Cornbury Music Festival
- Creation Fest UK
- Creation Fest At Eden
- Croissant Neuf Summer Party
- Cross Fest
- Drum Camp World Music Festival
- Eastern Haze Festival
- Eden Festival
- Edinburgh Jazz and Blues Festival
- End of the Road Festival
- Endless Festival
- F3GC-music and art Festival
- Fairport's Cropredy Convention
- Farmer Phil's Festival
- Farmfestival
- Festival no 6
- Festival Too
- Field Day
- Folklore Festival « http://www.folklorefestival.org.uk/ »(Archive.org • Wikiwix • Archive.is • Google • Que faire ?)
- Forest Tour
- Fusion
- Garforth Arts Festival
- Get Loaded in The Park
- Glastonbury Festival
- Glastonferret
- Godiva Festival
- GoldCoast Oceanfest
- Good Weekend Music Festival  (inactive)
- The Great Escape Festival
- Greenbelt festival
- Green Man Festival
- Guilfest
- Hachfest  (inactive)
- Hastings Musical Festival
- Harvest at Jimmy's  (inactive)
- HogSozzle Music Festival
- How The Light Gets In
- Isle of Wight
- Hungry Pigeon Festival  (inactive)
- Hydro Connect Music Festival  (inactive)
- Indian Summer
- In The Woods Festival
- Jersey Live Festival
- Kendal Calling
- Knockengorroch Festival
- Lainfest
- Landed
- Larmer Tree Festival
- Latitude Festival
- LeeStock Music Festival
- Let's Rock The Moor!
- Limetree Festival
- Liverpool International Music Festival
- Lodestar Festival
- Mathew Street Fringe Festival
- Llangollen Fringe Festival
- London Sangerstevne International Choral Festival
- Loopallu Festival
- Lounge On The Farm  (inactive)
- The Magic Loungeabout  (inactive)
- Manx Telecom Bay Festival
- Marvellous Festivals
- Meltdown
- Midge Death Free Festival
- Mill Hill Music Festival
- Monmouth Music Festival
- Montrose Music Festival
- MudFest Mud and Music Festival
- Musicport World Music Festival
- Norbury Fields Forever  (inactive)
- Festival de Norfolk et Norwich (en)
- Northern Lights Festival
- Nozstock Festival of Performing Arts
- The Northwich Music Festival
- Orchestra in a Field
- Offset Festival
- OutCider Festival
- The Outsider Festival  (inactive)
- Party in the Park Unsigned (https://web.archive.org/web/20140524024432/http://www.pitpu.co.uk/)
- Penn Festival
- Pigpen Music Festival
- Pilton Equinox Party  (inactive)
- Play Fest
- Phoenix Festival (inactive)
- Pulse Festival
- Radford Mill Festival of Rhythm & Blues
- Rainbow Spirit Enlightenment Fayre Music and Arts Festival
- Raunds Community Music Festival
- Reading and Leeds
- Redfest
- Rewind Festival
- Rhythm Festival  (inactive)
- Richmond Live
- Rise Festival  (inactive)
- RockNess  (inactive)
- Rotherham Real Ale and Music Festival
- Scarborough Fair Festival
- SCIPMYLO Festival  (inactive)
- St. Magnus International Festival
- Stamford Riverside Festival
- Seahouses Festival
- Secret Garden Party
- Sellindge Music Festival
- Sesiwn Fawr Dolgellau
- Sheep Music
- Shehennaghys Jiu Celtic Youth Festival
- Shifnal Festival
- Skye Music Festival  (inactive)
- Solfest
- Something to Smile About Festival
- Splendour in Nottingham
- Standon Calling
- Stogumber Festival
- Strawberry Fields Festival
- Sundown Festival
- Sunrise Celebration
- Supersonic Festival
- Sŵn Festival
- T in the Park
- Tartan Heart Festival
- Truck Festival
- Underage Festival  (inactive)
- V Festival
- Vale Festival
- Village Green Arts & Music Festival
- Visions Festival
- Wakestock
- Walk the Line Festival
- Weyfest
- Whitwell Music Festival
- Wickerman Festival
- Wickham Festival
- Wilderness
- Willowman Festival
- Wireless Festival
- WOMAD
- Woolfire Festival  (inactive)
- Worcester Music Festival
- WoW Music Festival
- Wychwood Music Festival
- Y Not Festival
- York's Little Festival of Live Music
- Young London into Music
- Youth For Youth: The Main Event

## Travelling Festivals
Some festivals do not appear in the same location every year, but in different places around the country, or even in other countries. Notable festivals to appear in the UK include:
- BBC Radio 1's Big Weekend

### Metal Music
- Ozzfest
- Bloodstock Open Air
- Sounds Of The Underground
- Sonisphere Festival

### Rock Music
- Warped Tour

## One-Time Festivals
- 6 juillet 1968 - Live at Woburn
- 27–29 juin 1970 - Bath Festival of Blues and Progressive Music
- 13 juillet 1985 - Live Aid
- 20 avril 1992 - The Freddie Mercury Tribute Concert
- 22 janvier 2005 - Tsunami Relief Cardiff
- 2 juillet 2005 - Live 8
- 7 juillet 2007 - Live Earth (2007 concert)